# 龙胆酸
龙胆酸 （标准名2,5-二羟基苯甲酸）是一种多羟基酸，它是水杨酸经肾代谢之后的次要产物（1%）。

## 制备
龙胆酸在工业上通过氢醌的科尔贝－施密特反应制备而得。
C6H4(OH)2  +  CO2   →   C6H3(CO2H)(OH)2

## 应用
龙胆酸属氢醌类化合物，容易发生氧化反应，在制药工业上用作抗氧化赋形剂。龙胆酸还是基体辅助激光解吸电离质谱（MALDI-MS）中常用的基体。